# Tiktaalik roseae
Tiktaalik roseae és una espècie extinta de tetrapodomorf del Devonià superior. És un exemple de com diversos llinatges de peixos sarcopterigis antics van desenvolupar adaptacions a l'escassetat d'oxigen de les aigües poc profundes d'aquells temps, fet que va conduir a l'evolució dels amfibis. Se'n van trobar fòssils en excel·lents condicions l'any 2004 a l'illa d'Ellesmere a Nunavut, Canadà.